# بطولة أوروبا للدراجات 2018
بطولة أوروبا للدراجات 2018 (بالإنجليزية: 2018 European Road Cycling Championships)‏ هو سباق دراجات هوائية، وهو الموسم رقم 24 من السباق، وأقيم في 2018، وأقيم خلال الفترة 12 يوليو 2018، وحتى 12 أغسطس 2018، وهو أحد سباقات طواف أوروبا للدراجات 2018، وهو من نوع سباق الدراجات.
.

## المراحل
| قائمة المراحل                                          | قائمة المراحل | قائمة المراحل   | قائمة المراحل | قائمة المراحل | قائمة المراحل   | قائمة المراحل    |
| المرحلة                                                | التاريخ       | الدورة          |               | المسافة (كم)  | الفائز بالمرحلة | القائد العام     |
| ------------------------------------------------------ | ------------- | --------------- | ------------- | ------------- | --------------- | ---------------- |
| سباق الطريق لنخبة السيدات - بطولة أوروبا للدراجات 2018 | 5 أغسطس       | غلاسكو – غلاسكو |               | 130           |                 | مارتا باستيانيلي |
| سباق الزمن لنخبة السيدات - بطولة أوروبا للدراجات 2018  | 8 أغسطس       | غلاسكو – غلاسكو |               | 32٫3          |                 | إيلين فان دايك   |
| #مرحلة                                                 | 8 أغسطس       | غلاسكو – غلاسكو |               | 45٫7          |                 | فكتور كامبنارتس  |

## النتيجة

### سباق الطريق لنخبة السيدات
أجريت في 5 أغسطس 2018 الفائز حسب التصنيف العام مارتا باستيانيلي، وفاز بالمركز الثاني ماريان فوس، وفاز بالمركز الثالث ليزا برينور.
| التصنيف العام | التصنيف العام      | التصنيف العام   | التصنيف العام   | التصنيف العام     |        |
| الدراج        | الدراج             | البلد           | الفريق          | الوقت             | السرعة |
| ------------- | ------------------ | --------------- | --------------- | ----------------- | ------ |
| 1.            | مارتا باستيانيلي   | إيطاليا         | إيطاليا         | 3 س 28 دقيقة 15 ث |        |
| 2.            | ماريان فوس         | هولندا          | مملكة هولندا    | + 0 ث             |        |
| 3.            | ليزا برينور        | ألمانيا         | ألمانيا         | + 0 ث             |        |
| 4.            | ايلينا سيتشيني     | إيطاليا         | إيطاليا         | + 0 ث             |        |
| 5.            | راسا ليليفيتو      | ليتوانيا        | ليتوانيا        | + 0 ث             |        |
| 6.            | كريستينا سيجارد    | الدنمارك        | الدنمارك        | + 0 ث             |        |
| 7.            | كات هاينس          | بلجيكا          | بلجيكا          | + 0 ث             |        |
| 8.            | أنا فان دير بريغين | هولندا          | مملكة هولندا    | + 0 ث             |        |
| 9.            | لورينا ويبيس       | هولندا          | مملكة هولندا    | + 0 ث             |        |
| 10.           | داني كينغ          | المملكة المتحدة | المملكة المتحدة | + 0 ث             |        |

### سباق الزمن لنخبة السيدات
أجريت في 8 أغسطس 2018 الفائز حسب التصنيف العام إيلين فان دايك، وفاز بالمركز الثاني أنا فان دير بريغين، وفاز بالمركز الثالث تريكسي ووراك.
| التصنيف العام | التصنيف العام      | التصنيف العام   | التصنيف العام   | التصنيف العام  |        |
| الدراج        | الدراج             | البلد           | الفريق          | الوقت          | السرعة |
| ------------- | ------------------ | --------------- | --------------- | -------------- | ------ |
| 1.            | إيلين فان دايك     | هولندا          | مملكة هولندا    | 41 دقيقة 39 ث  |        |
| 2.            | أنا فان دير بريغين | هولندا          | مملكة هولندا    | + 2 ث          |        |
| 3.            | تريكسي ووراك       | ألمانيا         | ألمانيا         | + 1 دقيقة 09 ث |        |
| 4.            | أودري كوردون       | فرنسا           | فرنسا           | + 1 دقيقة 56 ث |        |
| 5.            | بيرنيل ماثيسين     | الدنمارك        | الدنمارك        | + 2 دقيقة 09 ث |        |
| 6.            | إليسا ونغو بورغيني | إيطاليا         | إيطاليا         | + 2 دقيقة 12 ث |        |
| 7.            | يوجينة بوجاك       | سلوفينيا        | سلوفينيا        | + 2 دقيقة 21 ث |        |
| 8.            | Hayley Simmonds ‏   | المملكة المتحدة | المملكة المتحدة | + 2 دقيقة 28 ث |        |
| 9.            | آن صوفي دويك       | بلجيكا          | بلجيكا          | + 2 دقيقة 29 ث |        |
| 10.           | لوتا ليبيستو       | فنلندا          | فنلندا          | + 2 دقيقة 39 ث |        |

### سباق الزمن لنخبة الرجال
أجريت في 8 أغسطس 2018 الفائز حسب التصنيف العام فكتور كامبنارتس، وفاز بالمركز الثاني جوناثان كاستروفيجو، وفاز بالمركز الثالث ماكسيميليان شاخمان.
| التصنيف العام | التصنيف العام      | التصنيف العام   | التصنيف العام   | التصنيف العام  |        |
| الدراج        | الدراج             | البلد           | الفريق          | الوقت          | السرعة |
| ------------- | ------------------ | --------------- | --------------- | -------------- | ------ |
| 1.            | فكتور كامبنارتس    | بلجيكا          | بلجيكا          | 53 دقيقة 38 ث  |        |
| 2.            | جوناثان كاستروفيجو | إسبانيا         | إسبانيا         | + 1 ث          |        |
| 3.            | ماكسيميليان شاخمان | ألمانيا         | ألمانيا         | + 28 ث         |        |
| 4.            | يفيس لامارت        | بلجيكا          | بلجيكا          | + 31 ث         |        |
| 5.            | اليكس داوست        | المملكة المتحدة | المملكة المتحدة | + 35 ث         |        |
| 6.            | ريان مولين         | جمهورية أيرلندا | جمهورية أيرلندا | + 41 ث         |        |
| 7.            | ستيفان كونغ        | سويسرا          | سويسرا          | + 45 ث         |        |
| 8.            | جوس فان امدن       | هولندا          | مملكة هولندا    | + 55 ث         |        |
| 9.            | راسموس كواد        | الدنمارك        | الدنمارك        | + 56 ث         |        |
| 10.           | ديلان فان بارلي    | هولندا          | مملكة هولندا    | + 1 دقيقة 04 ث |        |

## وصلات خارجية
- الموقع الرسمي